# غلاف الأرض الترابي

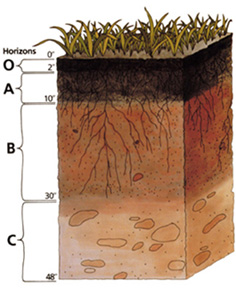

غلاف الأرض الترابي (بالإنجليزية: Pedosphere "بيدوسفير")‏ هي الطبقة الخارجية من الأرض التي تتكون من تربة وتخضع لعمليات تكوين التربة. توجد هذه الطبقة على تلاقي مع الغلاف الصخري والغلاف المائي والغلاف الجوي والغلاف الحيوي.
ويطلق على مجموع الكائنات الحية والمياه والتربة والهواء غلاف الأرض الترابي. وغلاف الأرض الترابي هو جلد الأرض ويتطور فقط عندما يكون هناك تفاعل ديناميكي بين الغلاف الجوي (الهواء في وفوق التربة)، والمحيط الحيوي (الكائنات الحية)، الغلاف الصخري (ثرى غير مجمعة وصخور قاعدية مجمعة)، والغلاف المائي (المياه في وتحت التربة).